# Юдди Хриснанди
Ю́дди Хрисна́нди (индон. Yuddy Chrisnandi) (29 мая 1968 года, Бандунг) — индонезийский учёный, политик и дипломат. Чрезвычайный и полномочный посол Индонезии на Украине, а также, по совместительству, в Грузии и Армении (2017–2021). Министр по делам административной и бюрократической реформы Индонезии (2014—2016).

## Биография
Юдди Хриснанди родился 29 мая 1968 года в Бандунге. В начале своей карьеры был известным учёным, читал лекции в нескольких университетах Индонезии, в частности на экономическом факультете Университета Трисакти и в Университете Индонезия. Ныне является постоянным лектором на экономическом факультете Джакартского государственного университета.
Начал политическую карьеру в партии Голкар, был руководителем одного из департаментов Голкара в 2004—2009 годах. Вышел из Голкара в 2009 году, после того как проиграл борьбу за пост председателя партии Абуризалу Бакри. С 2009 года является членом Партии народной совести, в 2010—2015 годах был председателем Центрального исполнительного совета партии. Депутат Совета народных представителей в 2004—2009 годах (от Голкара) и в 2009—2014 годах (от Партии народной совести).
С 27 октября 2014 года по 27 июля 2016 года — министр по вопросам административной и бюрократической реформы Индонезии в Рабочем кабинете президента Джоко Видодо .
13 марта 2017 назначен Чрезвычайным и Полномочным Послом Республики Индонезии на Украине, а также, по совместительству, в Грузии и Армении. 27 апреля 2017 вручил копии верительных грамот заместителю министра иностранных дел Украины Сергею Кислице.

## Семья
Имеет одного ребёнка.

## Награды
- Орден «За заслуги» III степени (23 августа 2022 года, Украина) — за значительные личные заслуги в укреплении межгосударственного сотрудничества, поддержку государственного суверенитета и территориальной целостности Украины, весомый вклад в популяризацию Украинского государства в мире[11].